# Michael Christensen (pilota automobilistico)
Michael Klitgaard Christensen (Karlslunde, 28 agosto 1990) è un pilota automobilistico danese, vincitore della 24 Ore di Le Mans 2018 e nel Campionato del mondo endurance nella GT Pro.

## Carriera

### Gli inizi in monoposto
Nato a Karlslunde, sobborgo vicino a Copenaghen, Christensen si dimostra subito molto veloce nel karting, vincendo diversi titoli, nazionali ed europei nella classe ICA Junior. Nel 2006 passa nella categoria Formula A dove vince due volte il campionato tedesco, inoltre ha chiuso secondo nel Campionato del Mondo. Dal 2008 Christensen debutta in monoposto correndo nella Formula BMW Europea per il team del pilota di Formula 1 Kimi Räikkönen, nella sua prima stagione ottiene un podio e chiude sesto in classifica e primo tra i Rookie. L'anno seguente continua nella serie ma passa alla Mücke Motorsport con cui ottiene sette vittorie, tre delle quali gli vengono tolte perché la sua vettura non rispettava i regolamenti.
Nel 2010 il danese partecipa alla sua prima stagione della GP3 Series con il team Arden. La sua prima stagione è totalmente negativa, Christensen non conquista nessun punto e dalla stagione 2014 ritorna al team Mücke Motorsport. Con il team tedesco ottiene due secondi posti chiudendo undicesimo in classifica.

### Porsche GT

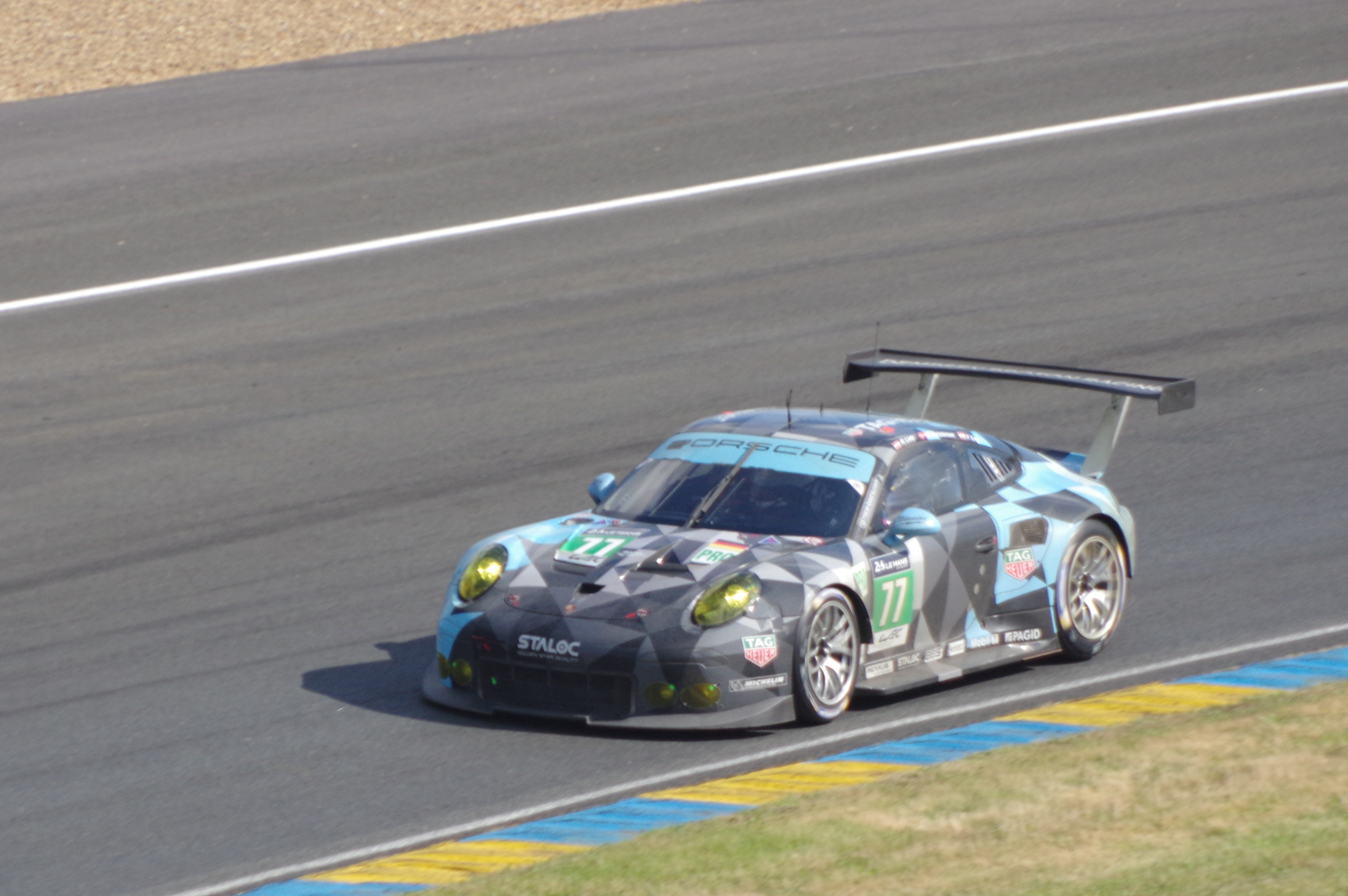
Michael Christensen durante la 24 Ore di Le Mans del 2016

Nel 2012 lascia le corse in monoposto iniziando la sua carriera in GT entrando nel programma Porsche young driver. Per due anni Christensen corre nella Porsche Supercup classificandosi 7º nel 2012 e 6° nel 2013. Nel 2014 diventa pilota ufficiale della casa di Stoccarda correndo nel Campionato IMSA WeatherTech SportsCar classe GTLM. Insieme a Patrick Long vincono la 12 Ore di Sebring e grazie il secondo posto nella Petit Le Mans vincono la North American Endurance Cup. Nel 2015 torna in Europa per correre nella classe GTE-Pro del WEC a tempo pieno. Nel suo primo anno ottiene tre vittorie, la 6 Ore del Nürburgring, la 6 Ore di COTA e la 6 Ore di Shanghai finendo così terzo nel campionato piloti.
La stagione 2016 del WEC non è vincente come la precedetene, nel 2017 in coppia con Kévin Estre torna sul podio in tre eventi, inoltre partecipa e vince la 24 Ore di Daytona valida per il Campionato IMSA. Per la stagione 2018-2019 Christensen continua in coppia con Estre, il duo vincono la 6 Ore del Fuji e con il supporto di Laurens Vanthoor trionfano la 24 Ore di Le Mans. A fine anno il duo si laurea campione nella classe GT Pro.
La stagione seguente chiudono terzi in classifica finale vincendo due eventi, la 6 Ore di Spa-Francorchamps e la 8 ore del Bahrain. Nel 2021 corre part-time per poi tornare a tempo pieno per la stagione 2022, sempre insieme a Kévin Estre vincono la 1000 Miglia di Sebring. Nel resto della stagione ottiene altri tre podi ed chiude secondo in classifica dietro la Ferrari di Alessandro Pier Guidi e James Calado.

### Porsche Hypercar

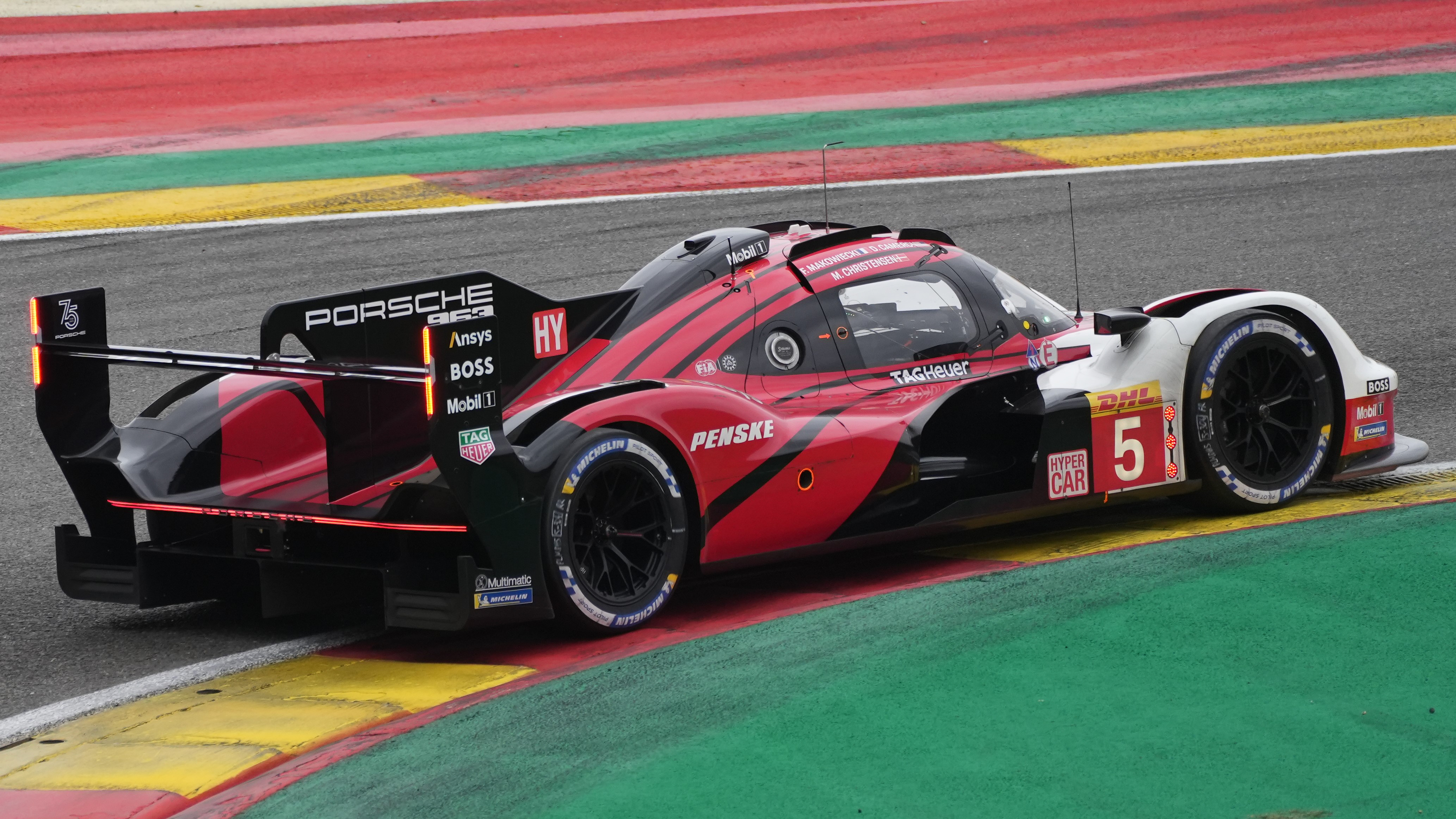
La Porsche 963 di Christensen durante la 6 ore di Spa 2023

Nel 2022 partecipa a diversi test con il nuovo prototipo LMDh della Porcshe. Il 24 giugno del 2022 viene presentata ufficialmente la nuova Porsche 963 e Christensen viene annunciato come pilota ufficiale. Il pilota danese porterà in pista la 963 nel Campionato del mondo endurance e nella Endurance Cup del Campionato IMSA WeatherTech SportsCar, nel WEC dividerà la vettura con Frédéric Makowiecki e Dane Cameron mentre nel IMSA con Felipe Nasr e Matt Campbell.

## Risultati

### Risultati nella 24 Ore di Le Mans
| Anno | Team                      | Co-piloti                         | Auto               | Classe   | Giri | Pos. | Class Pos. |
| ---- | ------------------------- | --------------------------------- | ------------------ | -------- | ---- | ---- | ---------- |
| 2015 | Porsche Team Manthey      | Richard Lietz Jörg Bergmeister    | Porsche 911 RSR    | GTE Pro  | 327  | 30°  | 5°         |
| 2016 | Dempsey-Proton Racing     | Richard Lietz Philipp Eng         | Porsche 911 RSR    | GTE Pro  | 329  | 31°  | 8°         |
| 2017 | Porsche GT Team           | Kévin Estre Dirk Werner           | Porsche 911 RSR    | GTE Pro  | 179  | DNF  | DNF        |
| 2018 | Porsche GT Team           | Kévin Estre Laurens Vanthoor      | Porsche 911 RSR    | GTE Pro  | 344  | 15°  | 1°         |
| 2019 | Porsche GT Team           | Kévin Estre Laurens Vanthoor      | Porsche 911 RSR    | GTE Pro  | 337  | 29°  | 9°         |
| 2020 | Porsche GT Team           | Kévin Estre Laurens Vanthoor      | Porsche 911 RSR-19 | GTE Pro  | 331  | 35°  | 6°         |
| 2021 | Porsche GT Team           | Kévin Estre Neel Jani             | Porsche 911 RSR-19 | GTE Pro  | 344  | 22°  | 3°         |
| 2022 | Porsche GT Team           | Kévin Estre Laurens Vanthoor      | Porsche 911 RSR-19 | GTE Pro  | 348  | 31°  | 4°         |
| 2023 | Porsche Penske Motorsport | Dane Cameron Frédéric Makowiecki  | Porsche 963        | Hypercar | 324  | 16°  | 9°         |
| 2024 | Porsche Penske Motorsport | Matt Campbell Frédéric Makowiecki | Porsche 963        | Hypercar | 311  | 6°   | 6°         |
| 2025 | Porsche Penske Motorsport | Julien Andlauer Mathieu Jaminet   | Porsche 963        | Hypercar | 386  | 6°   | 6°         |

### Risultati nel WEC
| Anno    | Squadra                   | Classe    | Vettura            | SIL | SPA | LMS | NÜR | COA | FUJ | SHA | BHR |     | Punti | Pos. |
| ------- | ------------------------- | --------- | ------------------ | --- | --- | --- | --- | --- | --- | --- | --- | --- | ----- | ---- |
| 2015    | Porsche Team Manthey      | LMGTE Pro | Porsche 911 RSR    | 2   |     | 7   | 1   | 1   | 4   | 1   | 5   |     | 127   | 3°   |
| Anno    | Squadra                   | Classe    | Vettura            | SIL | SPA | LMS | NÜR | MEX | COA | FUJ | SHA | BHR | Punti | Pos. |
| 2016    | Dempsey-Proton Racing     | LMGTE Am  | Porsche 911 RSR    | 9   | 4   | 6   | 6   | 6   | 6   | 7   | 6   | 7   | 74    | 8°   |
| Anno    | Squadra                   | Classe    | Vettura            | SIL | SPA | LMS | NÜR | MEX | COA | FUJ | SHA | BHR | Punti | Pos. |
| 2017    | Porsche GT Team           | LMGTE Pro | Porsche 911 RSR    | Rit | 6   | Rit | 3   | 5   | 2   | 3   | Rit | Rit | 67    | 11°  |
| Anno    | Squadra                   | Classe    | Vettura            | SPA | LMS | SIL | FUJ | SHA | SEB | SPA | LMS |     | Punti | Pos. |
| 2018-19 | Porsche GT Team           | LMGTE Pro | Porsche 911 RSR    | 2   | 1   | 3   | 1   | 3   | 5   | 3   | 5   |     | 155   | 1°   |
| Anno    | Squadra                   | Classe    | Vettura            | SIL | FUJ | SHA | BHR | COA | SPA | LMS | BHR |     | Punti | Pos. |
| 2019-20 | Porsche GT Team           | LMGTE Pro | Porsche 911 RSR-19 | 2   | 2   | 2   | 7   | 2   | 1   | 11  | 1   |     | 148   | 3°   |
| Anno    | Squadra                   | Classe    | Vettura            | SPA | ALG | MON | LMS | BHR | BHR |     |     |     | Punti | Pos. |
| 2021    | Porsche GT Team           | LMGTE Pro | Porsche 911 RSR-19 |     | 3   |     | 2   |     | 2   |     |     |     | 88    | 5°   |
| Anno    | Squadra                   | Classe    | Vettura            | SEB | SPA | LMS | MON | FUJ | BHR |     |     |     | Punti | Pos. |
| 2022    | Porsche GT Team           | LMGTE Pro | Porsche 911 RSR-19 | 1   | 2   | 4   | 4   | 3   | 3   |     |     |     | 132   | 2°   |
| Anno    | Squadra                   | Classe    | Vettura            | SEB | ALG | SPA | LMS | MON | FUJ | BHR |     |     | Punti | Pos. |
| 2023    | Porsche Penske Motorsport | Hypercar  | Porsche 963        | 5   | 10  | 4   | 7   | 4   | 12  | 7   |     |     | 61    | 7°   |
| Anno    | Squadra                   | Classe    | Vettura            | QAT | IMO | SPA | LMS | SÃO | COA | FUJ | BHR |     | Punti | Pos. |
| 2024    | Porsche Penske Motorsport | Hypercar  | Porsche 963        | 3   | 3   | Rit | 6   | 3   | 7   | Rit | 2   |     | 104   | 5°   |
| Anno    | Squadra                   | Classe    | Vettura            | QAT | IMO | SPA | LMS | SÃO | COA | FUJ | BHR |     | Punti | Pos. |
| 2025    | Porsche Penske Motorsport | Hypercar  | Porsche 963        | 10  | 11  | 12  | 6   | 3   |     |     |     |     | 33*   |      |
| Legenda |                           |           |                    |     |     |     |     |     |     |     |     |     |       |      |

* Stagione in corso.

### Risultati 24 Ore del Nürburgring
| Anno | Team                       | Co-Piloti                                          | Auto              | Classe   | Giri | Pos. | Classe Pos. |
| ---- | -------------------------- | -------------------------------------------------- | ----------------- | -------- | ---- | ---- | ----------- |
| 2015 | Wochenspiegel Team Manthey | Georg Weiss Oliver Kainz Jochen Krumbach           | Porsche 911 GT3 R | SP-Pro   | 23   | Rit  | Rit         |
| 2016 | Manthey Racing             | Richard Lietz Jörg Bergmeister Frédéric Makowiecki | Porsche 911 GT3 R | SP9      | 100  | Rit  | Rit         |
| 2017 | Frikadelli Racing Team     | Norbert Siedler Klaus Bachler Lucas Luhr           | Porsche 911 GT3 R | SP9      | 157  | 6°   | 6°          |
| 2018 | KÜS Team75 Bernhard        | Jörg Bergmeister Matteo Cairoli André Lotterer     | Porsche 911 GT3 R | SP9      | 128  | 21°  | 19°         |
| 2019 | Manthey Racing             | Earl Bamber Kévin Estre Laurens Vanthoor           | Porsche 911 GT3 R | SP9      | 156  | 2°   | 2°          |
| 2021 | Manthey Racing             | Matteo Cairoli Kévin Estre                         | Porsche 911 GT3 R | SP9      | 157  | 1°   | 1°          |
| 2022 | Manthey Racing             | Frédéric Makowiecki Kévin Estre Laurens Vanthoor   | Porsche 911 GT3 R | SP 9 Pro | 22   | Rit  | Rit         |